# BAD COMPANY
『BAD COMPANY』（バッドカンパニー）は藤沢とおるの漫画作品、および同作を原作としたVシネマ作品。講談社『週刊少年マガジン』において、第1部が1996年5・6合併号から7号まで、第2部が1996年28号から33号まで掲載された。『湘南純愛組!』単行本29巻に第1部が、30巻および31巻に第2部が収録されているほか、講談社KCDXとして全1巻が刊行されている。

## 概要
漫画『湘南純愛組!』の前史として、主人公の鬼塚英吉と弾間龍二の出会いなど中学時代のエピソードを龍二を中心とした視点で描いている（ただし『湘南純愛組!』の際に所々で描かれていた最初の出会いのシーンとは相違点が多い）。第1部「BAD COMPANY」と第2部「BAD COMPANY2」から成り、第1部では英吉と龍二の出会いが、第2部では龍二が『湘南純愛組!』における愛機CBXを手に入れるまでの話が描かれる。2部とも「オートバイ」がキーワードとなって話が展開する。

## ストーリー
弾間龍二は名門・徳丸付属中学から辻堂八中に転校させられた。転校初日、屋上でフテ寝していた龍二は複数の男子生徒の喧嘩に遭遇。その中に一人、血染めのリーゼントの男が。そこには「鬼」が立っていた。

## 登場人物
「演」はVシネマで演じた俳優を表示
弾間龍二（だんま りゅうじ）
演 - 天野浩成
本編での主人公。転校初日に英吉の乱闘を目の当たりにしたのを機に英吉が強いと知り、喧嘩を仕掛けるがほとんど相手にされなかった。しかし一度だけタイマンが成立（桜の仲裁により結果は引き分け）。短期間で学年をほぼ支配下においたが、楽しそうに拾ったバイクを修理する英吉たちの姿を見てやる気を無くし、手伝いをするようになった。髑髏団にバイクを奪われた時には、殴りこみをかけた英吉に加勢した。そこで真樹京介と出会い、運命を変えていく。第2部では夏月と知り合い、CBXを譲り受けることになる。
鬼塚英吉（おにづか えいきち）
演 - 青木伸輔
本編でのもう1人の主人公。桜いわく、趣味は「食うこと以外はナシ」。喧嘩では無類の強さを誇ることから、辻堂八中には「鬼塚には手を出すな」という暗黙のルールが存在する。売られた喧嘩は買うが、喧嘩より遊び呆けるのが好き。フトシ、桜、イサミとよくつるんでいる。仲間想いであり、髑髏団にバイクを奪われた際に真っ先に殴りこみをかけた。終始、龍二とはいがみ合っていたが、嫌ってはいない。
大和桜（やまと さくら）
演 - 柳明日香
本編におけるヒロインで、英吉の親友の1人。髪はショートヘア。よく突然現れてはパンツを見せている。龍二いわく「パンツ女」。パンツを見られる事を特に気にしている素振りは無い。英吉が髑髏団に殴りこみをかけた際に、道路に立ちふさがって暴走族（暴走天使）に助けを求めた。暴走天使の集会にも参加するようになってからは、手作りの特攻服を作ってきていた。「鬼爆」は彼女の命名によるものである。
フトシ
英吉の親友の1人。名前通り、体格は太め。年中ところ構わずエロ本を読んでいる。安達祐実の写真集をもっていたようで、ロリコン呼ばわりされていた。『湘南純愛組!』での英吉と龍二の会話によれば、東京の私立高校に進学している。
イサミ
英吉の親友の1人。ロン毛にヘアバンドをしているのが特徴。バイクいじりが好きで、壊れたバイクの修理において中心となって動いていた。
真樹京介（まさき きょうすけ）
『湘南純愛組!』での最大のキーパーソンとなる人物。暴走天使（ミッドナイトエンジェル）の総長。龍二が戦慄するほどの威圧感を持つ。宇佐美とタイマンを張った英吉の姿を見て気に入り、英吉たちをチームに誘いこんだ。女性には甘いようで、桜の手作りの特攻服を褒めたりしていた。「ZII（ゼッツー）の真樹」の名で知られている。
魅堂寺学（みどうじ まなぶ）
暴走天使特隊。几帳面な性格で、桜の手作り特攻服を見て怒るが、京介になだめられていた。根津をシメた時に仕返しでアーミーナイフで刺された過去がある（昌美談）。
宇佐美陵（うさみ りょう）
不良グループ「髑髏団」のリーダー。フトシとイサミを暴行してバイクを奪った。後に殴り込みをかけた英吉にタイマンで完膚無きまで叩きのめされた。
夏月（なつき）
演 - 今井恵理
本編におけるヒロイン。元・不良の女性。18歳。夜中、自販機でエロ本を買おうとした英吉たちと偶然知り合う。ハコスカに乗り、かなりのドラテクを持つ。京介と面識があり、集会にも参加した。龍二に可能性を感じ、CBXを託した。小学校のときにはすでに煙草、酒を始めていた。
佐藤昌美（さとう まさみ）
『湘南純愛組!』では板金業を営んでいたが、この当時は悪童らしく髪は気合の入ったリーゼントである。
根津アキラ（ねづ あきら）
演 - 西守正樹
元は暴走天使の特隊だったが、喧嘩において京介の意に反する行動をとったことでチームから追い出された。夏月の元彼であり、CBXの持ち主だった。夏月に暴力を振るうが、前はとても大切にしていた描写がある。
横川たかし（よこかわ たかし）
『湘南純愛組!』にも登場する。辻堂八中の3年生で不良グループ「鉄面党」のリーダー。喧嘩の腕は立つようだが英吉と龍二には相手にされていない。ギャグ担当のやられ役である。

## オリジナルビデオ
1998年に公開された。Vシネマ版「湘南純愛組!」と同じスタッフ陣である。
他キャスト
- 水谷梨果：大原かおり
- 教頭：羽生昭彦
- 牛島先生：石塚英彦

スタッフ
- 脚本：大川俊道
- 監督：松井昇
- 音楽：村山竜二
- 殺陣：辻井啓伺
- 技術協力・ポスプロ：映広
- プロデューサー：瀬島光雄
- 制作協力：松竹テレビ部
- 製作：日本映像
- 発売：徳間ジャパンコミュニケーションズ

## 書誌情報
BAD COMPANY 
- 1997年6月発行 ISBN 4-06-319813-8